# Calle 96 (Línea de la Segunda Avenida)
Calle 96 es una estación en la línea de la Segunda Avenida del metro de Nueva York. Este estación fue inaugurado en el 1 de enero de 2017, y tiene 2 vías y una plataforma central. 

## Plan de la estación
| G | Nivel de suelo      | Entrada/Salida |
| M | Entresuelo          | Control de tarifas |
| P | Hacia el sur Vía S1 | ← a la Avenida Stillwell a través de la Línea Brighton (Calle 86) ← a la Avenida Stillwell (en horas pico) a través de la Línea Sea Beach (Calle 86) |
| P | Plataforma central  | |
| P | Hacia el sur Vía S2 | ← a la Avenida Stillwell a través de la Línea Brighton (Calle 86) ← a la Avenida Stillwell (en horas pico) a través de la Línea Sea Beach (Calle 86) |

La estación de la calle 96 es servido por el tren Q en todo de tiempo; el tren N sirve la estación en horas pico. Este estación fue construido para ser más abierto como otras estaciones en el sistema de metro.
La plataforma de este estación está localizando 15 m debajo de la Segunda Avenida; este plataforma tiene una anchura de 8,5 m. Hay sistemas para el enfriamiento del aire que reducir la temperatura de la estación por 6 °C (10 °F) durante el verano; como resultado, edificios de ventilación y facilidades auxiliarias fueron requisitos.